# Чхандоккун
Чхандокку́н (кор. 창덕궁?, 昌德宮? дворец Чхандок или дворец процветающей добродетели) — дворцовый комплекс внутри большого парка в Сеуле, Южная Корея. Является одним из «пяти больших дворцов», построенных для ванов Чосона.
Сооружение дворца началось в 1405 году и было закончено в 1412 году после постройки главных ворот Тонхвамун. Ван Седжон расширил территорию комплекса на 500 тыс. квадратных метров. Дворец был полностью разрушен во время японских нашествий 1592—1598 гг. и восстановлен в 1609 году ваном Сонджо и ваном Кванхэгуном. В следующий раз дворец сгорел в 1623 году после одного из восстаний против Кванхэгуна. Чхандоккун был местом жительства королевского двора и правительства страны до 1872 года, пока не был восстановлен дворец Кёнбоккун. Последний монарх Кореи — император Сунджон жил там до своей смерти в 1926 году.
Сегодня на территории комплекса осталось 13 сооружений, а также 28 павильонов в садах на территории 45 гектаров. Примечательные сооружения включают:
- Зал Тэджоджон — официальная резиденция королевы. Разрушен огнём в 1917, восстановлен в 1920 году.
- Ворота Тонхвамун — главные ворота дворца. Построены в 1412, старейшие из сохранившихся ворот.
- Мост Кымчхонгё — самый старый мост Сеула. Построен в 1411 году.
- Зал Хиджондан — изначально королевская опочивальня, позже — кабинет. Был разрушен в 1917, восстановлен в 1920 году.
- Зал Инджонджон (в списке национальных сокровищ) — тронный зал. Построен в 1405 году, разрушен во время Имджинской войны, восстановлен в 1609 году, сгорел в 1803 году, нынешнее здание построено в 1804 году.
- Павильон Чухамну — королевский архив. Построен в 1776 году.
- Зал Сонджонджон — офис официальных лиц. Построен в 1461 году, разрушен во время Имджинской войны, восстановлен в 1647 году.
- Резиденция Йонгёндан — здание в конфуцианском стиле. Построен в 1828 году.

На заднем дворе комплекса на площади 32 гектара расположен секретный сад (Пивон), изначально построенный для женской части королевской семьи. Здесь находится пруд с лотосом, павильоны, лужайки и цветочные клумбы. В саду растёт 26 тысяч деревьев нескольких сотен видов. Некоторые из них возрастом старше 300 лет.
Оннючхон («Нефритовый ручей») — одна из достопримечательностей Чхандоккуна. Здесь расположен U-образный канал с водой, выкопанный в 1636 году, небольшой водопад с вырезанными над ним в камне стихами. Вокруг ручья находятся пять небольших павильонов.
В 1997 году Чхандоккун был включён в список Всемирного наследия ЮНЕСКО.

## Галерея

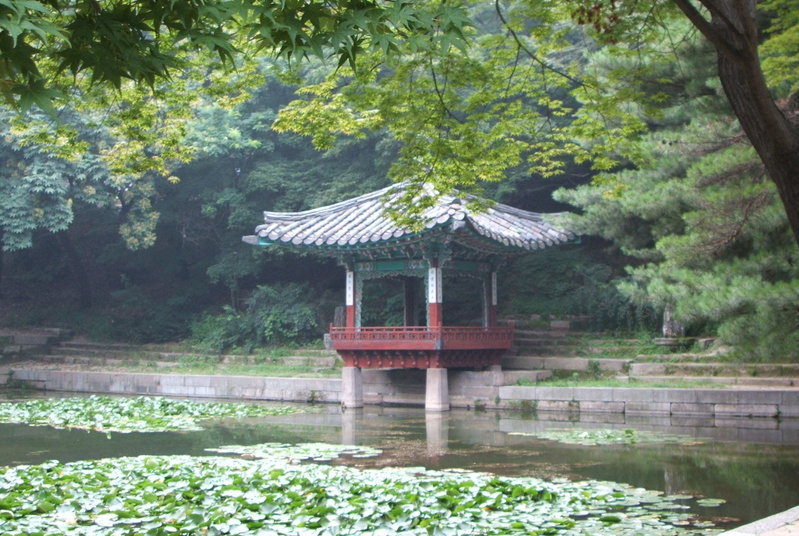
Пивон
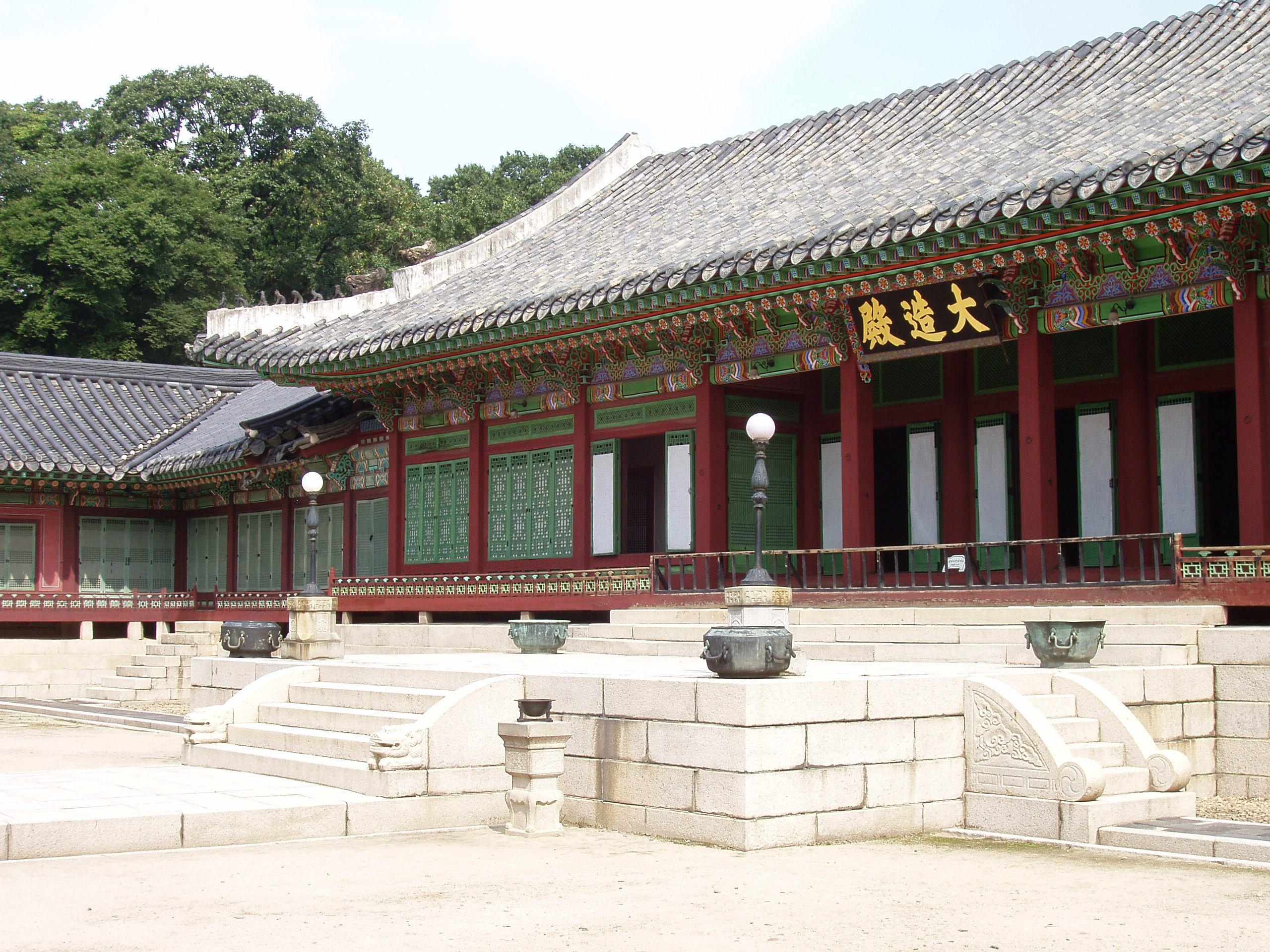
Тэджоджон
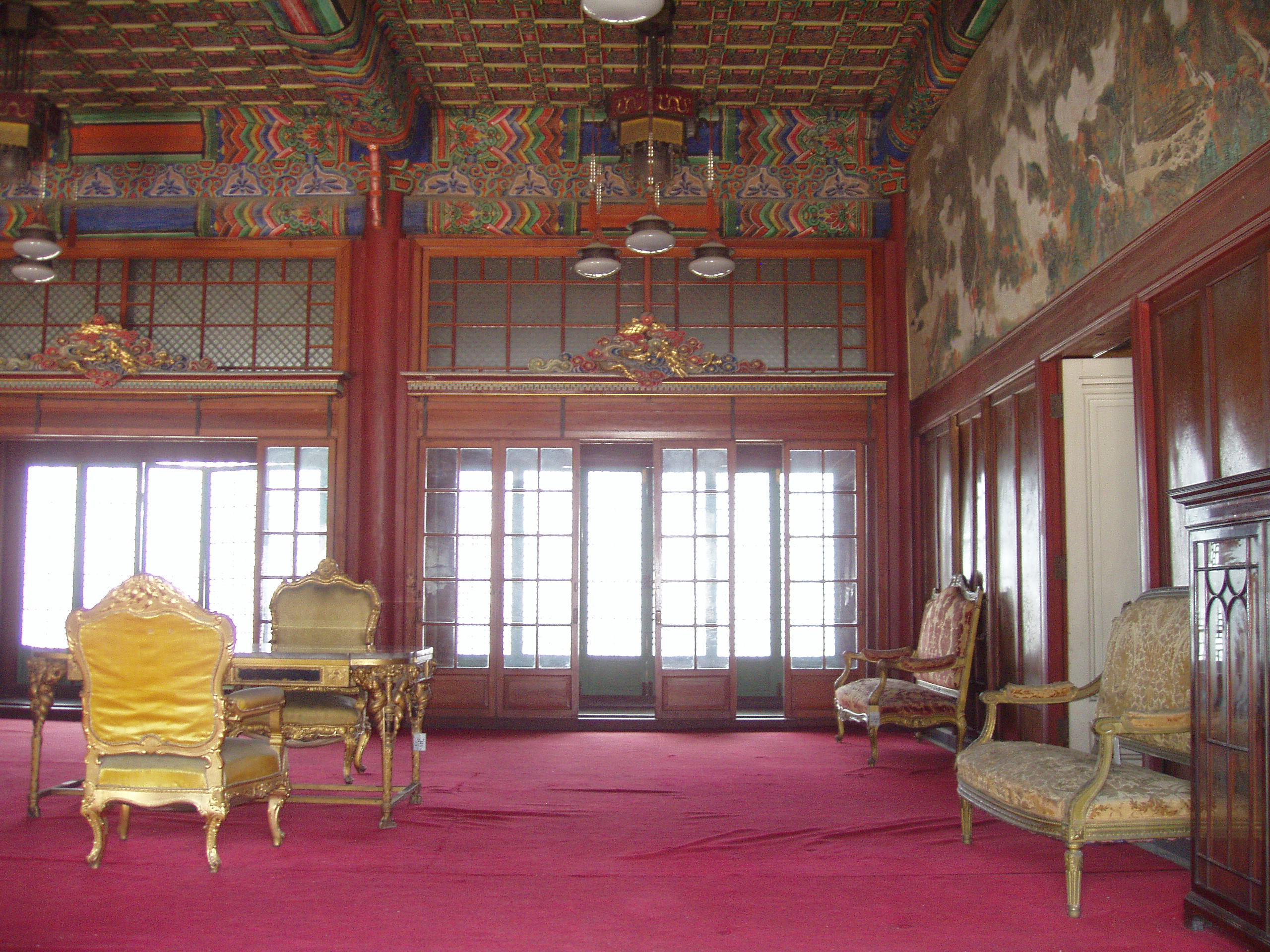
Хиджондан
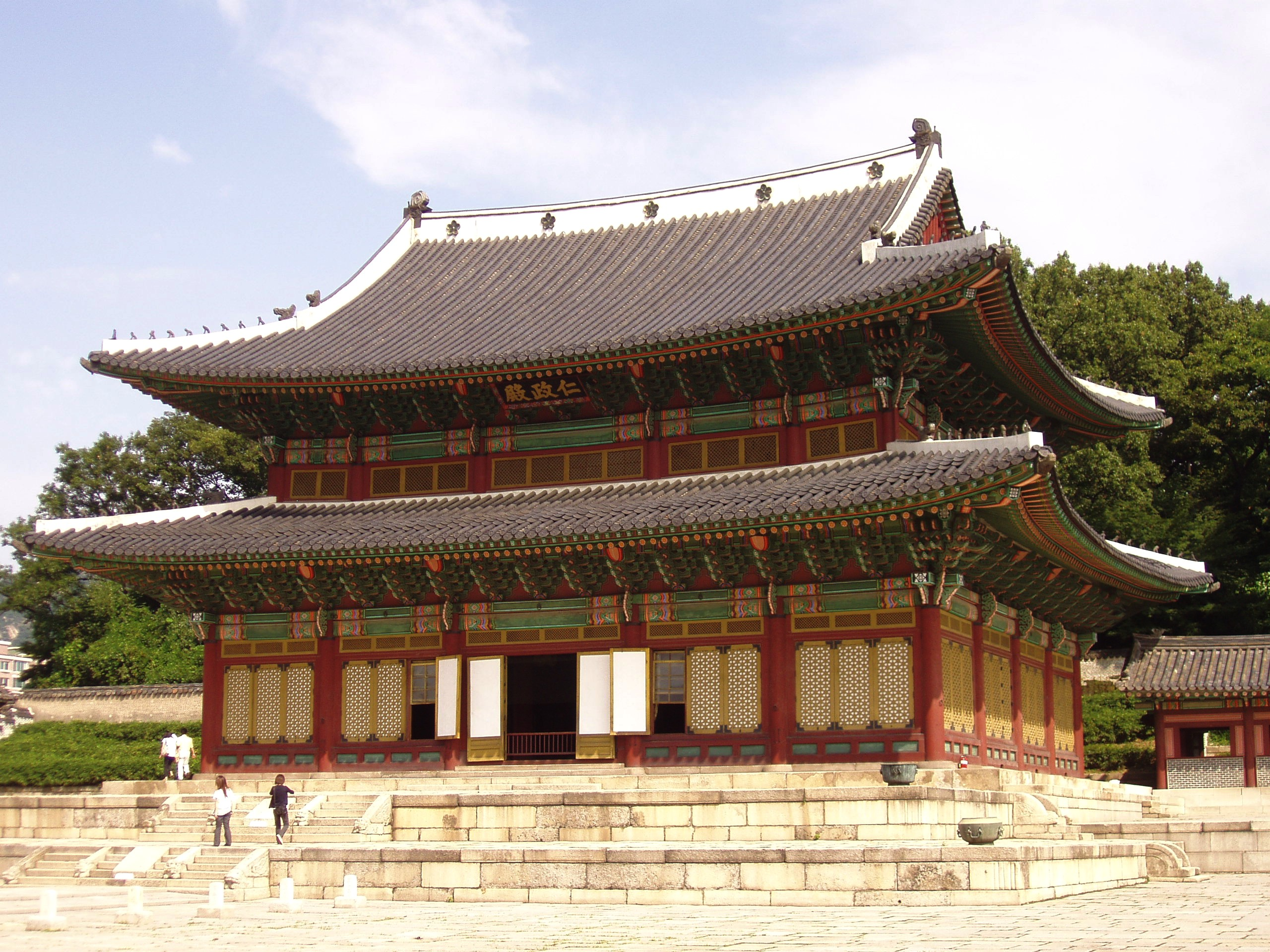
Инджонджон
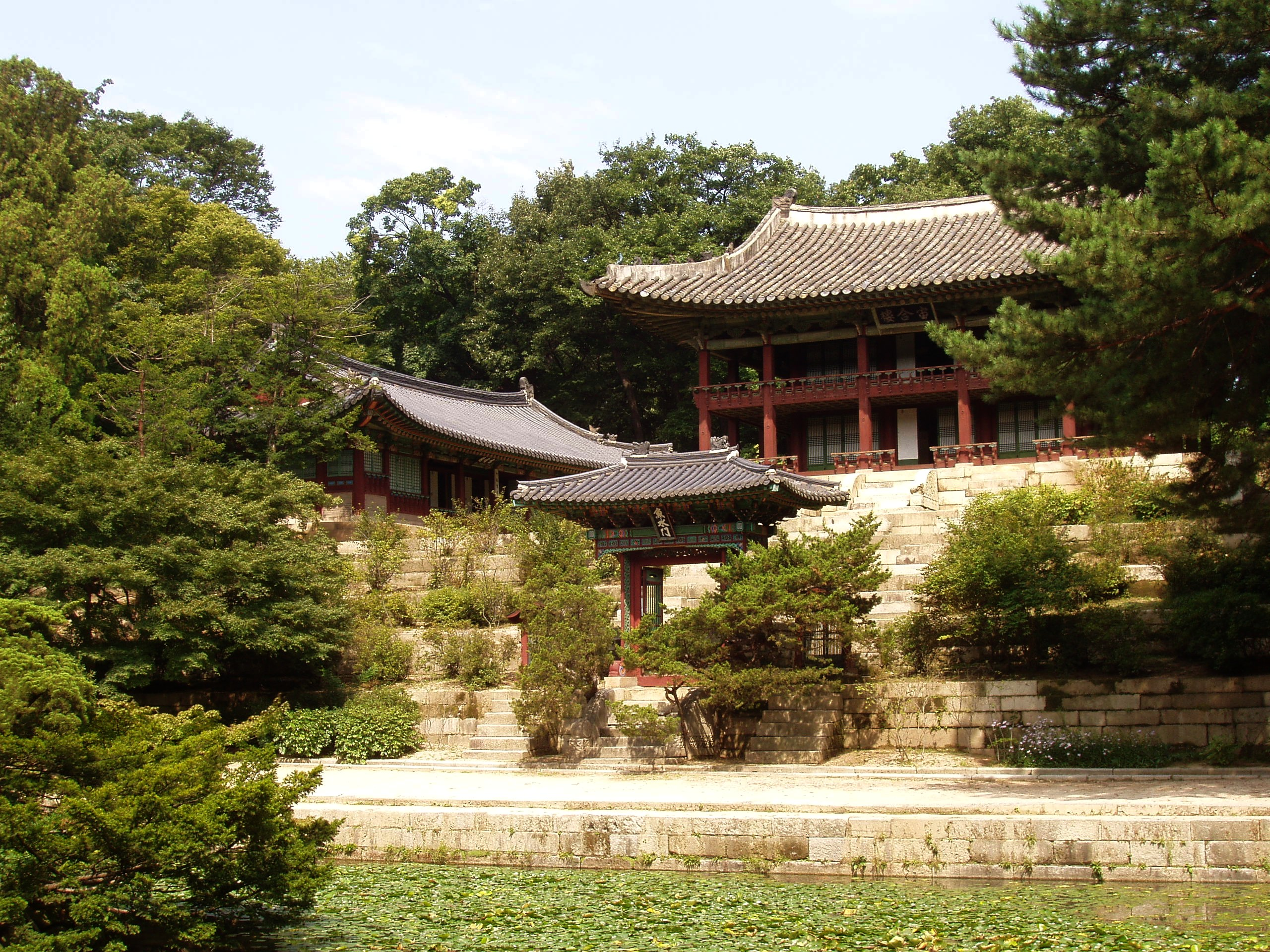
Чухамну
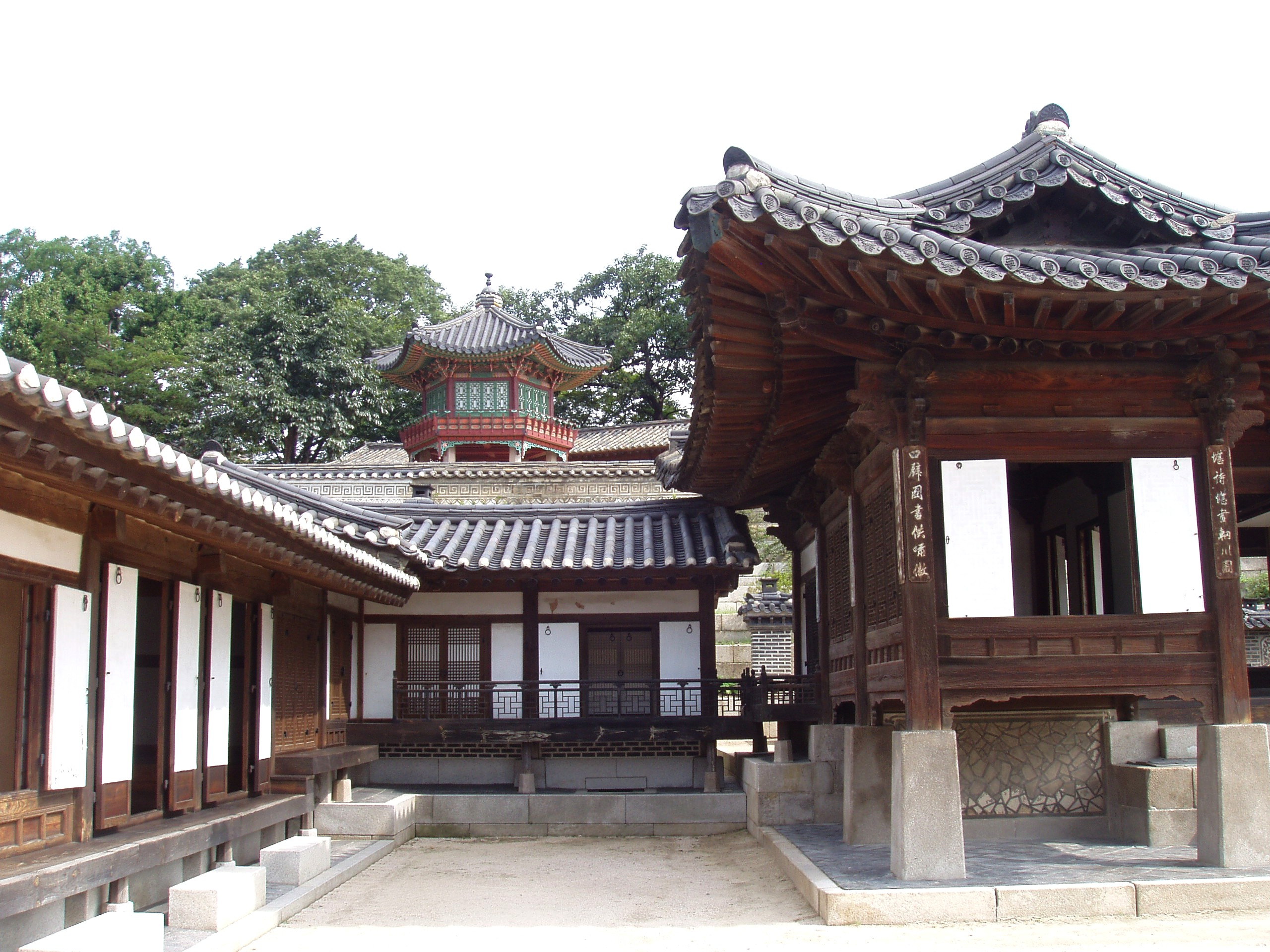
Наксонджэ
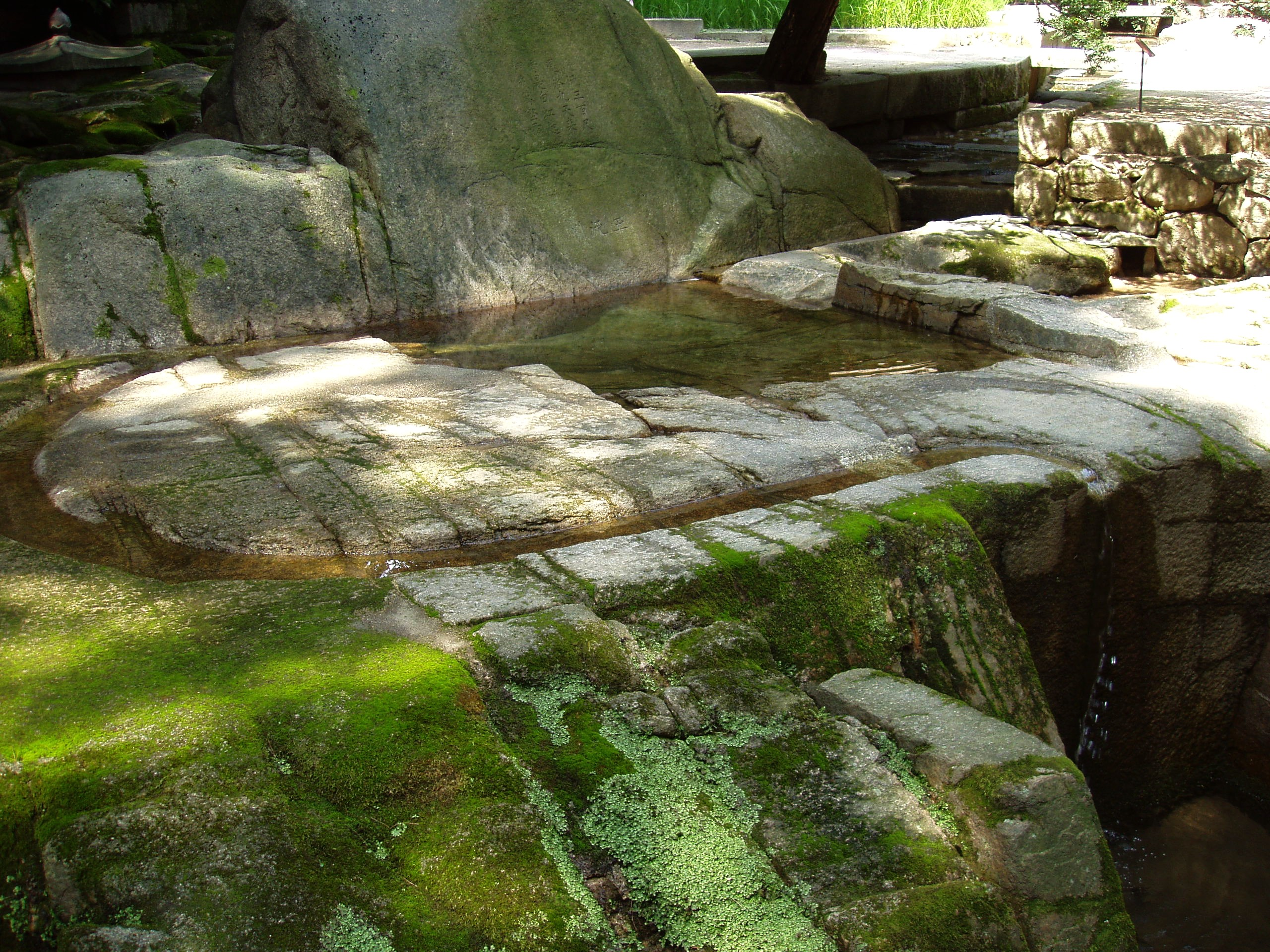
Оннючхон
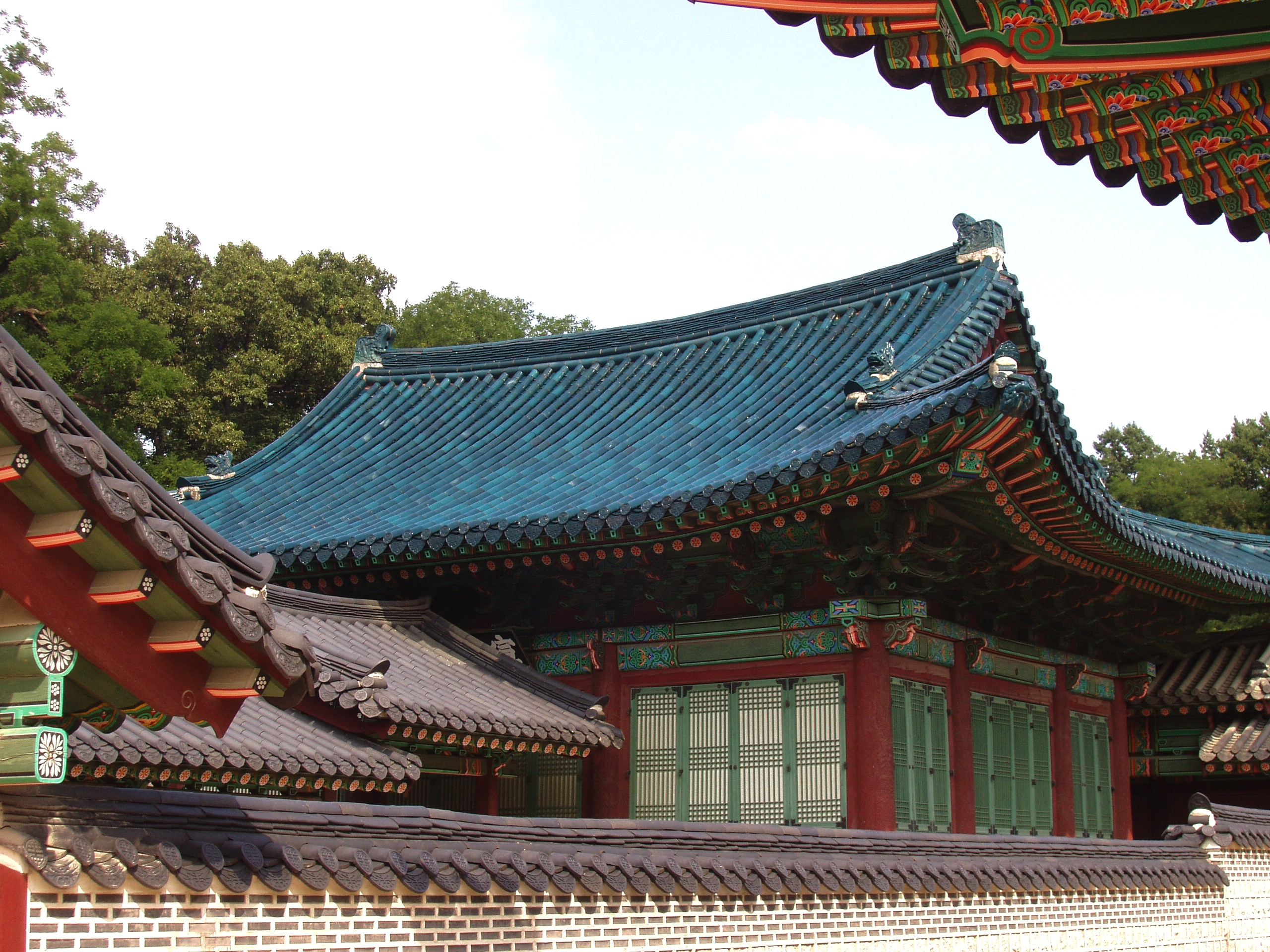
Сонджонджон
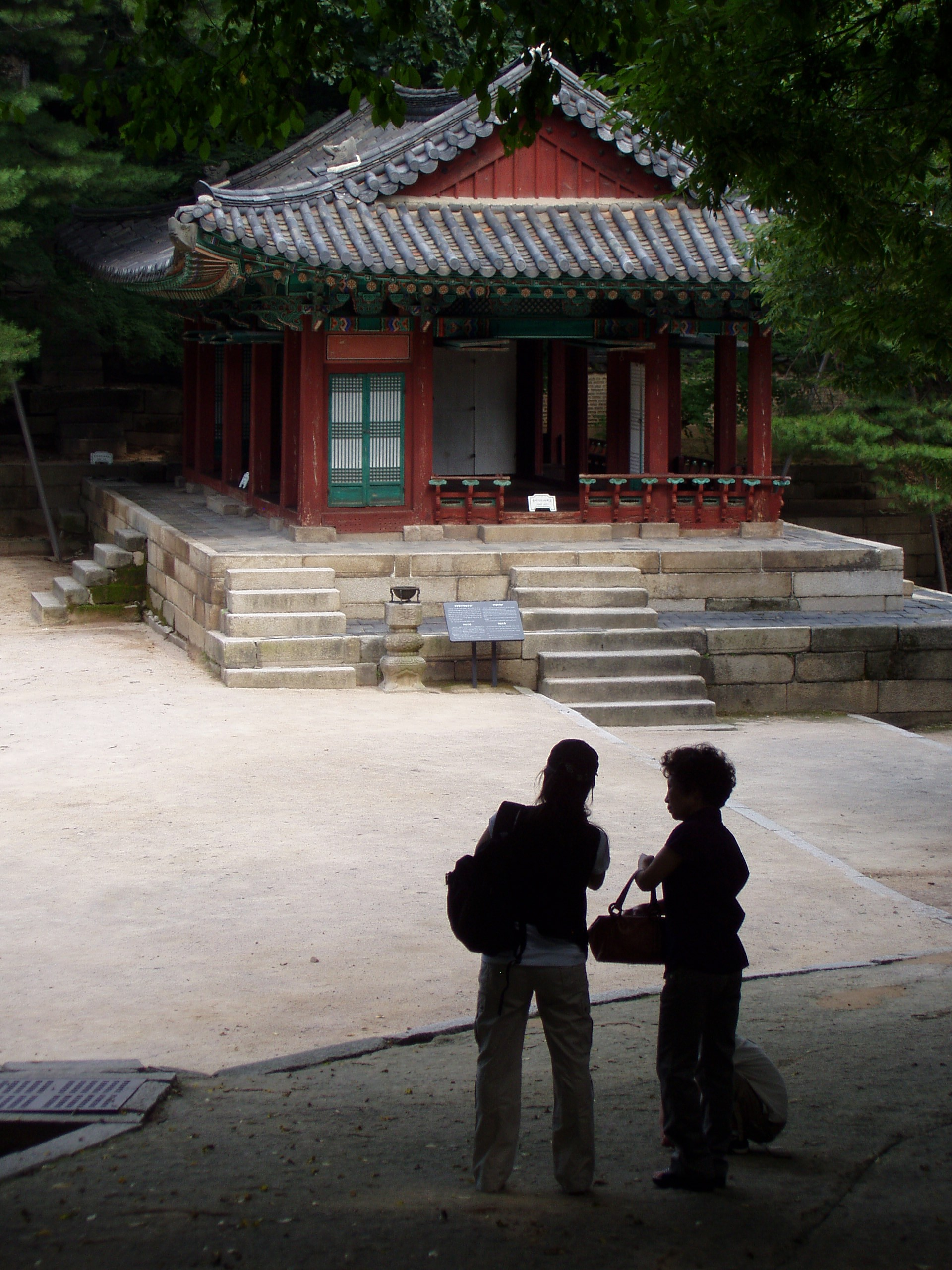
Йонхвадан
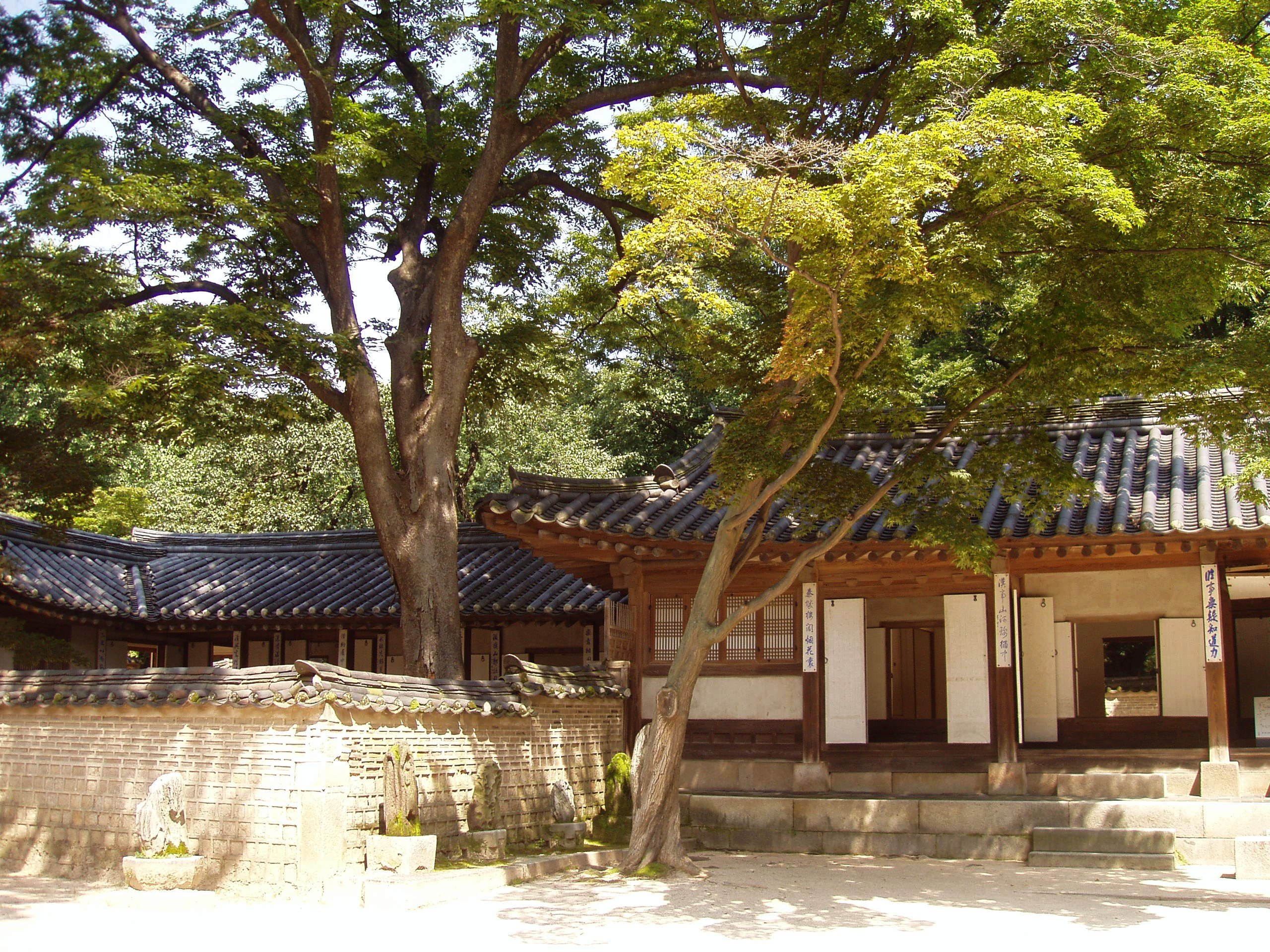
Йонгёндан
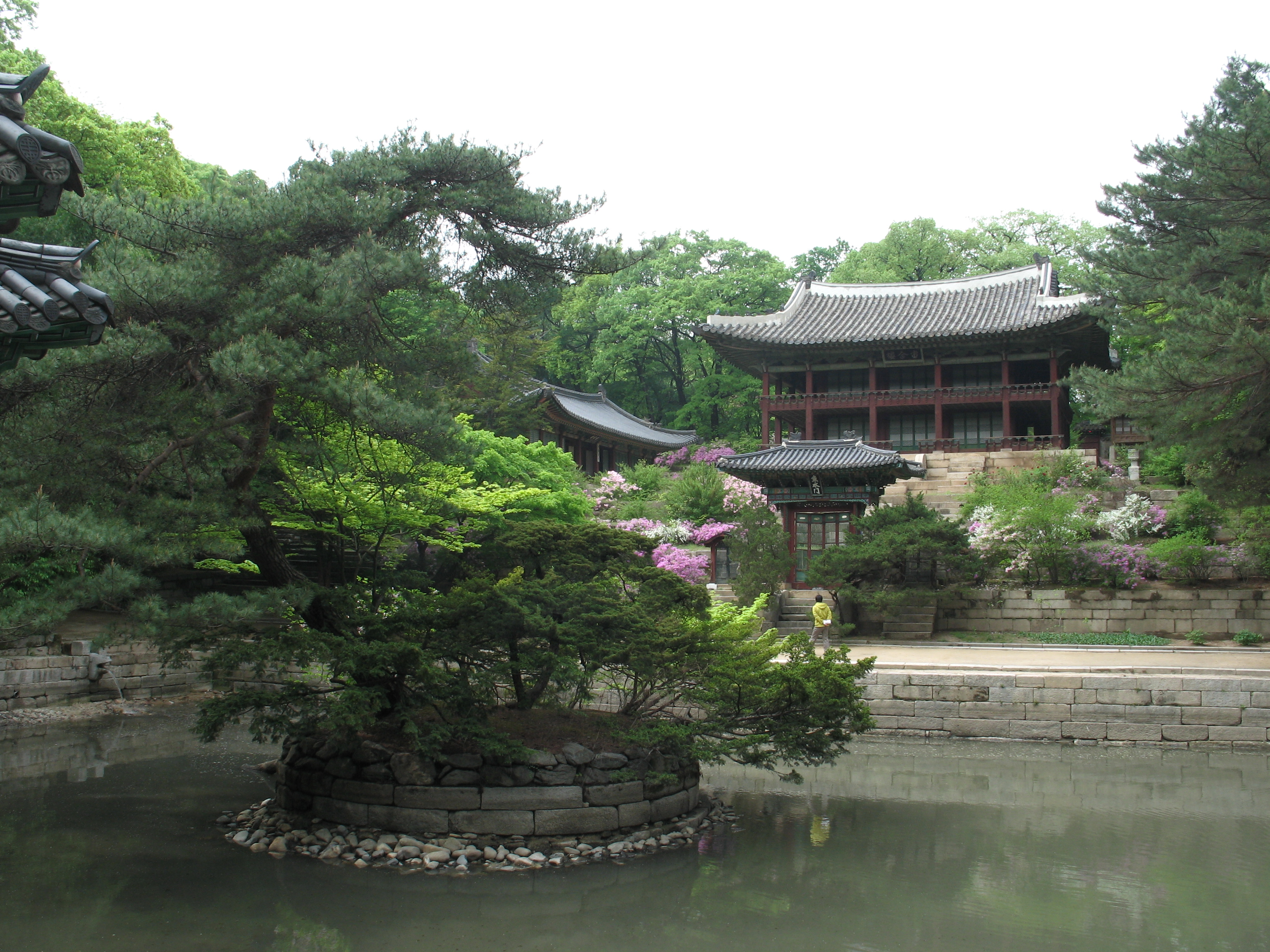
Чухамну
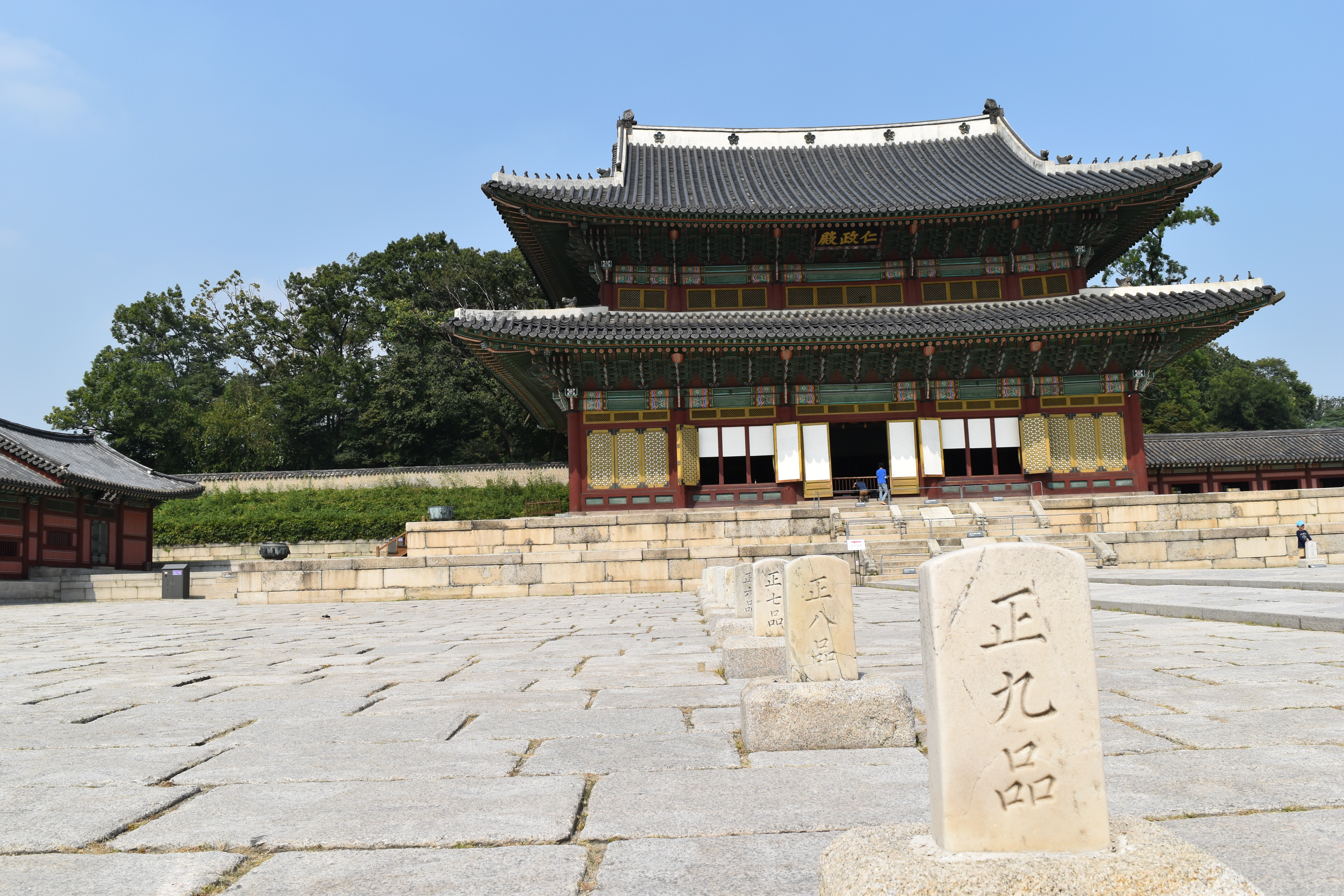
Инджонджон